# 溪鱧科
溪鱧科（學名：Rhyacichthyidae）為輻鰭魚綱虾虎鱼目鰕虎亞目的其中一個科。

## 分布
主要分布於亞洲西太平洋區熱帶的溪流及沿海水域。

## 特徵
溪鱧科魚類頭部扁平，口部上方被唇瓣包覆住，眼小，腹鰭相當大且分離，胸鰭廣闊並具有21-22枚鰭條。頭部及身體前半部下方有成對的魚鰭，形成吸盤，具有2個背鰭，第一背鰭具有7枚硬棘、第二背鰭具有1枚硬棘及8或9枚軟條；臀鰭硬棘1枚8或9枚軟條。側線發達，側線鱗列數為27-40枚；具有6根鰓條骨，尾鰭呈新月狀，體長可達32公分。

## 分類
溪鱧科其下有两属：
- 溪鱧屬(Rhyacichthys)
  - 溪鱧(Rhyacichthys aspro)
  - 吉氏溪鱧(Rhyacichthys guilberti)
- 原溪鱧屬(Protogobius)
  - 阿氏原溪鳢(Protogobius attiti)

## 生態
溪鱧科魚類主要棲息在水流快速的溪流，吸附在岩石上，以刮食岩石上的藻類為食，具有洄游性。